# Vukovje
Vukovje este o localitate din comuna Pesnica, Slovenia, cu o populație de 350 de locuitori.